# الاریلا
الاریلا (به اسپانیایی: Alarilla) یک شهرستان در اسپانیا است که در استان گوادالاخارا واقع شده‌است.